# مایا رفیکو
مایا رفیکو ویکیرا (انگلیسی: Maia Reficco Viqueira) بازیگر و خواننده آمریکایی-آرژانتینی است.

## زندگینامه
رفیکو در بوستون، ماساچوست به دنیا آمد و در سن شش سالگی با خانواده آرژانتینی اش به بوئنوس آیرس، آرژانتین نقل مکان کرد. در سن 15 سالگی، او به لس آنجلس سفر کرد و با کلودیا برانت زندگی کرد، جایی که او این فرصت را پیدا کرد تا با اریک وترو، مربی آواز هنرمندانی مانند آریانا گرانده، کامیلا کبیو و شان مندز. او همچنین در یک برنامه پنج هفته ای در کالج موسیقی برکلی در بوستون شرکت کرد که در آن موفق شد و یک بورس تحصیلی به دست آورد.